# Qouweiq

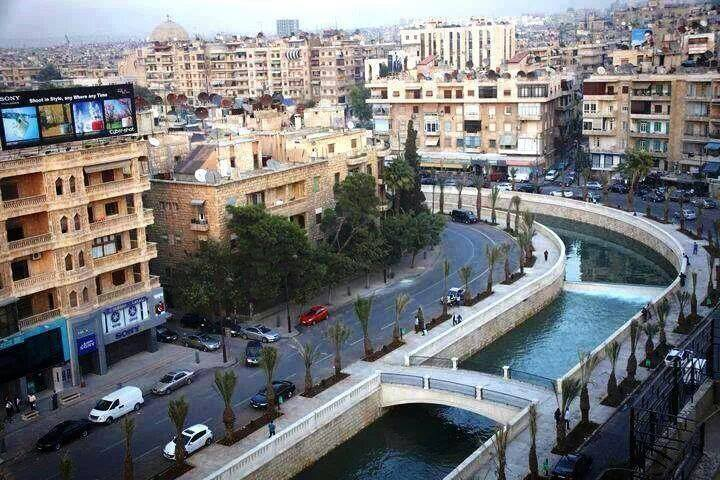
La rivière Qouweiq traversant Alep.

La rivière Qouweiq (prononcé localement Ouwé), également orthographiée Quoueiq, Kaïk, Koik, Queiq ou Quwayq (arabe : قويق), est un cours d'eau de Syrie que les Grecs de l'Antiquité nommaient Belos (Βήλος). Sa longueur est de 129 kilomètres. Il prend naissance au sud du plateau d'Aintab, près de Gaziantep de l'autre côté de la frontière turque, coule dans le gouvernorat d'Alep en traversant la ville d'Alep, arrose le site de l'ancienne Chalcis de Belos, se dirige vers l'ouest à travers la dépression de Matah.
La vallée de la rivière est habitée depuis des millénaires et connue depuis l'âge du bronze pour ses productions de bronze et de céramiques.
La rivière s'est asséchée à la fin des années 1960 à cause de détournements d'eau du côté turc pour des travaux d'irrigation. Récemment, des eaux en provenance de l'Euphrate ont été détournées, afin de faire revivre la rivière et l'agriculture de la vallée et au sud d'Alep.
Début 2013, pendant la guerre civile syrienne, au moins 147 corps de personnes abattues et jetées dans la rivière, probablement par les services de sécurité du régime, sont retrouvés dans le lit de la rivière.